# Izolacja transparentna
Izolacja transparentna („transparent insulation”) – warstwa zewnętrzna w elementach i przegrodach budowlanych, której konstrukcja umożliwia bierną lub czynną konwersję termiczną energii promieniowania słonecznego, jednocześnie ograniczając straty ciepła do otoczenia.

## Ogólna charakterystyka
Izolacje te muszą być wykonane z materiałów charakteryzujących się następującymi cechami:
- dużą przepuszczalnością promieniowania słonecznego, zapewniającą transmisję jak największych ilości energii do powierzchni absorbującej – z racji tych właściwości nazywane są na ogół izolacjami przezroczystymi, mimo że większość z nich znacznie ogranicza widzialność obiektów zewnętrznych; w literaturze spotyka się propozycje określania ich mianem izolacji półprzezroczystych („translucent insulation”)
- dobrą izolacyjnością termiczną, rozumianą jako możliwość ograniczenia strat ciepła z powierzchni absorbera nie tylko przez promieniowanie, ale też przez konwekcję i przewodzenie

Podstawowe grupy materiałów i wyrobów budowlanych spełniających wymagania danej izolacji klasyfikuje się jako:
- elementy o układzie równoległym do powierzchni absorbera np. równoległe warstwy szyb oddzielone powietrzem czy najbardziej nowoczesne rozwiązanie – przezroczyste izolacje próżniowe, złożone z płaskich szyb szklanych z hermetycznie zamkniętą pomiędzy nimi próżnią (ciśnienie poniżej 0,1 Pa),
- elementy o układzie prostopadłym do powierzchni absorbera np. płyty ze szkła lub tworzyw sztucznych, zbudowane z prostokątnych lub okrągłych komórek prostopadłych do lica elementu (tzw. płyty komórkowe),
- materiały mikroporowate np. aerożele krzemionkowe o dużej porowatości (ok. 95% całej objętości stanowi powietrze) i bardzo niskiej przewodności cieplnej (λ≈0,017 W/mK).

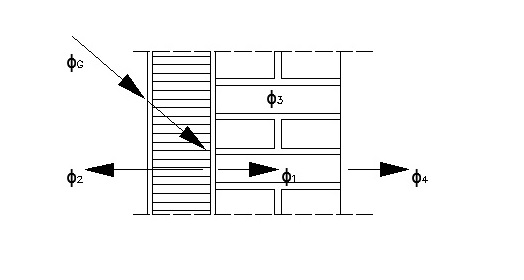
Rys.1 Przepływ ciepła przez przegrodę z izolacją transparentną
- ΦG – strumień promieniowania słonecznego padający na 1 m² przegrody
- Φ1 – strumień ciepła pochłaniany przez 1 m² powierzchni absorbującej, pochodzący od promieniowania słonecznego
- Φ2 – strumień ciepła tracony lub zyskiwany przez 1 m² powierzchni absorbującej na skutek konwekcji, promieniowania i przewodzenia pomiędzy przegrodą a elementami izolacji transparentnej
- Φ3 – strumień ciepła pochłaniany przez objętość przegrody odpowiadającą jednostkowej powierzchni
- Φ4 – strumień ciepła przekazywany do wnętrza pomieszczenia przez jednostkową powierzchnię przegrody na drodze konwekcji i promieniowania

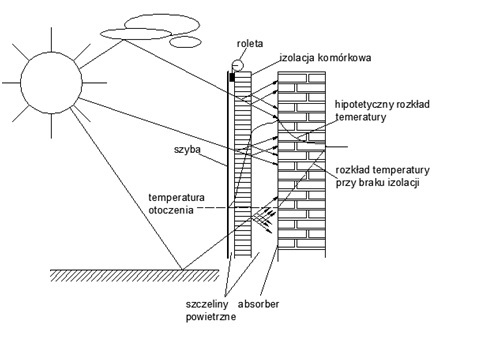
Rys.2 Budowa panelu ogrzewania pasywnego wykorzystującego izolację komórkową

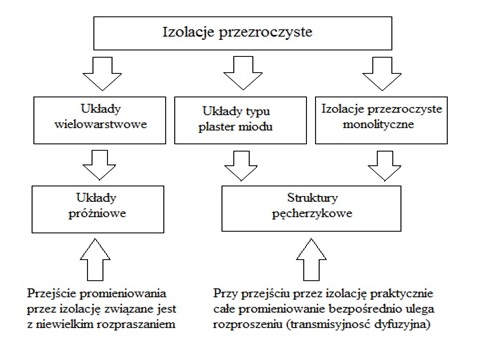
Podział izolacji transparentnych z uwagi na ich konstrukcję

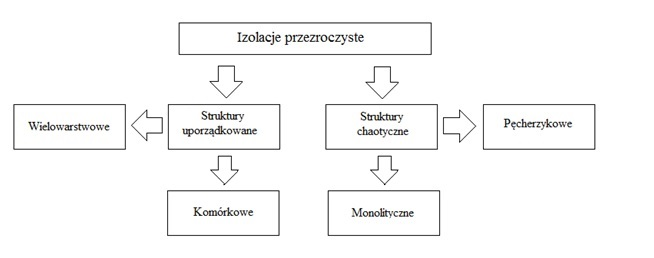
Podział izolacji transparentnych z uwagi na strukturę wypełnienia

## Zasada działania
Promieniowanie słoneczne przenikające przez izolację przezroczystą jest pochłaniane na powierzchni absorbera. Powoduje to wzrost temperatury oraz przepływ ciepła w głąb przegrody i nagrzewanie jej objętości, a także straty na zewnątrz absorbera. Niska przepuszczalność promieniowania długofalowego przez izolację transparentną ogranicza radiacyjne straty ciepła (efekt szklarni), a jej wewnętrzna struktura zmniejsza straty ciepła przez konwekcję i przewodzenie. Ciepło dostarczone do wnętrza przegrody akumulacyjnej zostaje zmagazynowane w jej objętości. Część tej energii jest następnie przekazywana do wnętrza pomieszczenia, z opóźnieniem pozwalającym na stabilizację wahań temperatury wewnętrznej i dostosowanie emisji ciepła do potrzeb użytkowników.

## Zastosowanie
Izolacje przezroczyste są szeroko wykorzystywane w energetyce słonecznej, zaś szczególne znaczenie ma ich zastosowanie w budownictwie. 
Spośród różnych rodzajów izolacji, najpowszechniej w chwili obecnej wykorzystywane są izolacje komórkowe typu plaster miodu, nie licząc oczywiście konwencjonalnych okien energooszczędnych. Izolacje komórkowe wykorzystywane są do stabilizacji stawów słonecznych, podgrzewania basenów kąpielowych, a także w wielu konstrukcjach kolektorów słonecznych. Największe jednak zastosowanie izolacje te znalazły w budownictwie. Na Rys. 2 przedstawiono schemat budowy ściany kolektorowo-akumulacyjnej z izolacją komórkową. Roleta z opuszczaną w godzinach nocnych kotarą dodatkowo zabezpiecza przed utratą zmagazynowanej w ścianie w ciągu dnia energii, zaś w okresie letnim nie dopuszcza do przegrzania budynku.
Izolacje próżniowe są wykorzystywane do produkcji płyt warstwowych typu VIP (Vacuum Insulated Panel). Próżnia wewnątrz panelu VIP, znacznie zmniejsza przewodnictwo ciepła i konwekcji. Budowa panelu podobna jest do konstrukcji termosu, ale bez odblaskowych powłok metalowych. Izolacje aerożelowe są dosyć powszechnie wykorzystywane, zwłaszcza w technologiach kosmicznych, ale w charakterze izolacji tradycyjnych, bez funkcji izolacji transparentnej. Podejmowane są już próby zastosowania aerożeli w energetyce słonecznej oraz w budownictwie. Na mniejsza skalę izolacje przezroczyste stosuje się w systemach gospodarowania oświetleniem naturalnym. 
W warunkach klimatycznych Europy Środkowej układ przedstawiony na rys 2 w najprostszym wykonaniu (50mm grubości, bez kotary zasłaniającej) może dostarczyć do ogrzewanego budynku ok. 40 kWh/m^2 energii słonecznej w ciągu roku. Przy eksploatacji całorocznej, zyski mogą sięgać 200 kWh/m^2. Dlatego też izolacje te, pomimo ciągle ich wysokiej ceny (do 750 euro za 1 m^2 łącznie z montażem) chętnie są wykorzystywane w zamożniejszych krajach do renowacji starych budynków. 

## Praktyczne zastosowanie
Spośród różnych wariantów zastosowania izolacji transparentnych wyodrębnić można dwa podstawowe, diametralnie różne miejsca oraz różne efekty ich funkcjonowania: 
1. Zastosowanie w przegrodzie pełnej (nieprzezroczystej). Izolacja transparentna jest tutaj istotnym elementem systemu pośrednich zysków cieplnych, tworzącą warstwę przepuszczającą promieniowanie słoneczne, doprowadzającą je do elementu absorbującego energię promieniowania słonecznego przez układ akumulacyjny lub akumulacyjno-kolektorowy przegrody.
2. Zastosowanie w przegrodzie przezroczystej. Izolacja transparentna jest tu elementem systemu bezpośrednich zysków cieplnych i światła. Stanowi ona warstwę przepuszczającą promieniowanie słoneczne i światło naturalne do pomieszczenia, umożliwiając absorpcję energii promieniowania słonecznego przez przegrody wewnętrzne pomieszczenia i jego wyposażenie oraz doświetlenie wnętrza światłem rozproszonym[1].

Pomimo zastosowań typowo budowlanych, izolacje transparentne proponuje się stosować w różnych urządzeniach wykorzystujących energię promieniowania słonecznego do celów grzewczych (tak w systemach powietrznych, jak i cieczowych) lub przygotowania ciepłej wody użytkowej. Pełnią one w nich rolę podobną, jak w zastosowaniach budowlanych, tj. elementu przepuszczającego promieniowanie słoneczne i ograniczającego straty ciepła ze struktur, które absorbują ciepło promieniowania słonecznego.

## Przykłady
Pierwsze zastosowania izolacji transparentnych, w postaci pojedynczej szyby miały miejsce w latach pięćdziesiątych (ściana Trombe’a). Okazały się one jednak mało efektywne, głównie ze względu na duże straty ciepła do otoczenia. Kolejne rozwiązania ścian kolektorowo-akumulacyjnych wykorzystywały już przeszklenia równoległe lub elementy o układzie prostopadłym do powierzchni absorbera, co pozwoliło na zmniejszenie strat ciepła.
Przykładem obiektu, w którym izolacje przezroczyste wykorzystywane są na dużą skalę, jest eksperymentalny samowystarczalny energetycznie budynek mieszkalny we Freiburgu (RFN), wszystkie potrzeby energetyczne tego budynku zaspokaja energia słoneczna, która jest jedynym wykorzystywanym źródłem. Budynek ten, o zoptymalizowanym półkolistym kształcie, ma powierzchnię użytkową 145 m^2. Łącznie wykorzystano w nim 70m^2 izolacji kapilarnej poliwęglanowej o grubości 120mm położonej na ścianie wapiennej o grubości 300 mm. Dodatkowe zabezpieczenie przed nadmiernymi stratami (a latem przed przegrzaniem) stanowią elektrycznie opuszczane zasłony. Ocenia się, że zyski słoneczne dawane przed tę izolację są rzędu 300 kWh rocznie.